# Очајне домаћице
Очајне домаћице (енгл. Desperate Housewives) америчка је телевизијска серија коју је створио Марк Чери за ABC. Приказивана је од 3. октобра 2004. до 13. маја 2012. године, а састоји се од 180 епизода. Извршни продуцент Марк Чери такође је радио као шоуранер.
Смештена у Вистерији Лејн, улици у измишљеном граду Фервијуу у измишљеној држави Игл, Очајне домаћице прате животе групе жена виђене очима њихове пријатељице и комшинице, која је себи одузела живот у пилот епизоди. Прича покрива петнаест година живота жена током осам сезона, смештених у периоду 2004—2008. и касније 2013—2019. године (прича укључује петогодишњи скок у времену, као и флешбекове и флешфорварде у распону од 1980-их до 2020-их). Оне пролазе кроз личне борбе и породични живот, док се суочавају са тајнама, злочинима и мистеријама скривеним иза врата њиховог наизглед прелепог и савршеног приградског насеља.
Ансамблску поделу улога предводи Тери Хачер као Сузан Мејер, Фелисити Хафман као Линет Скаво, Марша Крос као Бри ван де Камп и Ева Лонгорија као Габријела Солис. Споредне улоге глуме Николет Шеридан као Иди Брит, Дејна Делејни као Кетрин Мејфер и Ванеса Вилијамс као Рене Пери. Нараторка серије је Бренда Стронг као преминула Мери Алис Јанг, која повремено глуми у флешбековима и сценама снова.
Серија је добила позитивне критике гледалаца и критичара. Освојила је више награда Еми за програм у ударном термину, награда Златни глобус и награда Удружења филмских глумаца. Од телевизијске сезоне 2004—2005 до 2008—2009, првих пет сезона је рангирано међу десет најгледанијих серија. Године 2007. проглашена је да је најпопуларнија серија у својој циљној демографији широм света, са публиком од око 120 милиона, а такође је проглашена за трећу најгледанију телевизијску серију у двадесет земаља. Године 2012. била је најгледанија хумористична серија на међународном нивоу на основу података које је пружио Eurodata TV Worldwide, који је мерио гледаност на пет континената; на овом месту је од 2006. године. Штавише била је трећа серија по висини прихода за 2010, са 2,74 милиона долара по пола сата. Нашла се на педесет шестом месту на листи „нови ТВ класици”.
Године 2011. потврђено је да ће се серија завршити након осме сезоне; финална епизода је приказана 13. маја 2012. године. До краја завршетка приказивања, надмашила је серију Чари са највише епизода у једносатној телевизијској серији у којој су жене у свим главним улогама.

## Радња

### 1. сезона
Серија почиње самоубиством Мери Алис Јанг која све посматра са неба и води нас кроз животе њене породице, пријатеља и комшија. Бри покушава да сачува свој брак са Рексом који је вара, Линет једва излази на крај са хиперактивном децом, док је њен муж Том увек на пословном путу. Сузан се бори са Иди Брит за љубав новог комшије Мајка Делфина, а Габријела вара Карлоса са малолетним баштованом Џоном.

### 2. сезона
Главна мистерија су нове комшије Бети и Метју Еплвајт који држе затвореника у подруму. Бри се носи са Рексовом смрћу и почиње да излази са апотекаром Џорџом, не знајући да је он отровао њеног мужа. После његовог самоубиства Бри се бори са алкохолизмом и у сталном је сукобу са сином Ендруом. Сузанин љубавни живот се компликује када се њен бивши муж вери са Иди. Линет се враћа на посао и убрзо постаје Томова шефица. Габријела одлучује да буде верна Карлосу и они се припремају да имају дете.

### 3. сезона
Бри се удала за Орсона Хоџа, чија уплетеност у откриће мртвог тела постаје главна мистерија треће сезоне. Линет се мора навићи на још једно дете када у град долази Томова бивша девојка Нора са његовом ћерком Кејлом. Том и Линет после Норине смрти одлучују да напусте посао у маркетингу и отварају пицерију. Габријела се разводи од Карлоса, а љубав проналази у новим грандоначелнику Виктору Лангу. Када се Мајк пробудио из коме Иди искоришћава његову амнезију да га освоји, а у Сузанин живоз улази нови мушкарац, Енглез Ијан Хенсворт. Иди и Карлос почињу да излазе, ускоро и живе заједно и одлуче да имају дете. На дан Габријелиног венчања са Виктором, Карлос проналази Идине контрацепцијске пилуле и схвата да она уопште не жели дете. Карлос и Габријела поново флертују, а Иди покушава самоубиство.

### 4. сезона
После 12 година у Вистирију Лејн се враћа Кетрин Мејфер са својом породицом, а њена ћерка Дилан се уопште не сећа живота у Вистирија Лејну. Иако је у браку са Виктором, Габријела наставља своју везу са Карлосом, Линет оболева од рака и бори се са хемотерапијом.На срећу Линет ће се опоравити од рака. Бри глуми трудноћу да би прикрила праву трудноћу њене ћерке Данијеле. Сузан и Мајк сазнају да ће ускоро постати родитељи, док се Иди опоравља од покушаја самоубиства. Торнадо ће уништити Вистирија Лејн и оставити катастрофалне последице.

### 5. сезона
Радња ове сезоне дешава се 5 година после претходне сезоне, са освртима на догађаје између ова два периода. Прва мистерија је нови муж Иди Брит, Дејв Вилијамс, који жели да се освети некоме у Вистирија Лејну. Сузан је самохрана мајка и има нову љубав. Линет и Том откривају да њихов син Портер, сада тинејџер, има аферу са удатом женом. Бри и Кетрин пишу књиге рецепата, а Бри и Орсон имају брачне проблеме јер је Бри фокусирана на каријеру. Габријела се бори са своје две ћерке Хуанитом и Селијом. Габи је изгубила своју лепоту, није више гламурозна, уске хаљине заменила је са обичним мајицама, уместо штиклица јапанке, косу скратила... али ће касније Карлос прогледати јер је у нападу торнада изгубио вид па ће добити стари посао и обогатити се, а Габи ће вратити гламурозни стари изглед.Иди доживљава саобраћајну несрећу покушавајући да избегне Орсона.

### 6. сезона
У овој сезони Мајк и Сузан се поново венчавају, Кетрин је сама и пати за Мајком, Бри има аферу са бившим Сузаниним мужем Карлом, Габријела се бори са својом нећакињом тинејџерком коју је послала Карлосова тетка која је на превару даје њима, уз објашњење да је на самрти, Линет се бори са трудноћом, поново носићи близанце. У граду се појављује убица који убија девојке, што постаје главна мистерија у овој сезони уз нову домаћицу Енџи, која се досељава са мужем и сином, кријући своју прошлост.

### 7. сезона
Главна мистерија седме сезоне је повратак Пола Јанга у Вистерија Лејн да би се осветио. Он је изашао из затвора, након што је откривено да је Фелиша Тилман жива, и оженио се женом по имену Бет Јанг која крије тајну. Сузан и Мајк покушавају да се навикну на живот у сиромаштву након одсељења из Лејна на крају шесте сезоне. Да би зарадила додатни новац, Сузан почиње да ради на сајту са секси видео садржајем. Карлос и Габријела сазнају да је њихова ћерка Хуанита замењена у породилишту. Бри се суочава са разводом од Орсона и улази у везу са мајстором који је млађи 15 година од ње.

### 8. сезона
Након што је Карлос у последњим тренуцима седме сезоне убио Габријелиног очуха, домаћице и он тајно сахрањују тело у шуми. Главна тема осме сезоне је развој приче око убиства. Сузан све теже подноси кривицу, Линет се поред кривице суочава са распадом брака, а Бри живи у страху да ће њен нови момак, детектив Венс открити шта су урадили. Карлос се због гриже савести одаје алкохолу, што доноси додатне проблеме Габријели.

## Улоге
| Глумац                 | Улога             | Сезона          | Сезона          | Сезона          | Сезона          | Сезона          | Сезона          | Сезона          | Сезона          |           |
| Глумац                 | Улога             | 1.              | 2.              | 3.              | 4.              | 5.              | 6.              | 7.              | 8.              |           |
| ---------------------- | ----------------- | --------------- | --------------- | --------------- | --------------- | --------------- | --------------- | --------------- | --------------- | --------- |
| Тери Хачер             | Сузан Мејер       | Главна          | Главна          | Главна          | Главна          | Главна          | Главна          | Главна          | Главна          |           |
| Фелисити Хафман        | Линет Скаво       | Главна          | Главна          | Главна          | Главна          | Главна          | Главна          | Главна          | Главна          |           |
| Марша Крос             | Бри ван де Камп   | Главна          | Главна          | Главна          | Главна          | Главна          | Главна          | Главна          | Главна          |           |
| Ева Лонгорија          | Габријела Солис   | Главна          | Главна          | Главна          | Главна          | Главна          | Главна          | Главна          | Главна          |           |
| Николет Шеридан        | Иди Брит          | Главна          | Главна          | Главна          | Главна          | Главна          | Не појављује се | Не појављује се | Не појављује се |           |
| Стивен Калп            | Рекс ван де Камп  | Главна          | Гостујућа       | Гостујућа       | Не појављује се | Гостујућа       | Не појављује се | Гостујућа       | Гостујућа       |           |
| Рикардо Антонио Чавира | Карлос Солис      | Main            | Main            | Main            | Main            | Main            | Main            | Main            | Main            |           |
| Марк Мозес             | Пол Јанг          | Главна          | Главна          | Споредна        | Не појављује се | Не појављује се | Гостујућа       | Главна          | Гостујућа       |           |
| Андреа Боуен           | Џули Мејер        | Главна          | Главна          | Главна          | Главна          | Гостујућа       | Такође глуми    | Гостујућа       | Споредна        |           |
| Џеси Меткалф           | Пол Роуланд       | Главна          | Гостујућа       | Гостујућа       | Гостујућа       | Не појављује се | Гостујућа       | Не појављује се | Не појављује се |           |
| Коди Кеш               | Зак Јанг          | Главна          | Главна          | Споредна        | Не појављује се | Не појављује се | Не појављује се | Гостујућа       | Не појављује се |           |
| Бренда Стронг          | Мери Алис Јанг    | Главна          | Главна          | Главна          | Главна          | Главна          | Главна          | Главна          | Главна          |           |
| Џејмс Дентон           | Мајк Делфино      | Главна          | Главна          | Главна          | Главна          | Главна          | Главна          | Главна          | Главна          |           |
| Алфри Вудард           | Бети Еплвајт      | Гостујућа       | Главна          | Не појављује се | Не појављује се | Не појављује се | Не појављује се | Не појављује се | Не појављује се |           |
| Даг Савант             | Том Скаво         | Споредна        | Главна          | Главна          | Главна          | Главна          | Главна          | Главна          | Главна          |           |
| Ричард Бурџи           | Карл Мејер        | Споредна        | Главна          | Гостујућа       | Гостујућа       | Главна          | Главна          | Не појављује се | Гостујућа       | Гостујућа |
| Кајл Маклохлан         | Орсон Хоџ         | Не појављује се | Споредна        | Главна          | Главна          | Главна          | Главна          | Гостујућа       | Споредна        |           |
| Дејна Делејни          | Кетрин Мејфер     | Не појављује се | Не појављује се | Не појављује се | Главна          | Главна          | Главна          | Не појављује се | Гостујућа       |           |
| Шон Пифром             | Ендру ван де Камп | Споредна        | Такође глуми    | Такође глуми    | Такође глуми    | Главна          | Споредна        | Споредна        | Споредна        |           |
| Нил Макдона            | Дејв Вилијамс     | Не појављује се | Не појављује се | Не појављује се | Не појављује се | Главна          | Не појављује се | Не појављује се | Не појављује се |           |
| Дре де Матео           | Енџи Болен        | Не појављује се | Не појављује се | Не појављује се | Не појављује се | Не појављује се | Главна          | Не појављује се | Не појављује се |           |
| Мајара Волш            | Ана Солис         | Не појављује се | Не појављује се | Не појављује се | Не појављује се | Гостујућа       | Главна          | Не појављује се | Не појављује се |           |
| Кетрин Џустен          | Карен Макласки    | Гостујућа       | Споредна        | Споредна        | Споредна        | Споредна        | Главна          | Главна          | Такође глуми    |           |
| Ванеса Вилијамс        | Рене Пери         | Не појављује се | Не појављује се | Не појављује се | Не појављује се | Не појављује се | Не појављује се | Главна          | Главна          |           |
| Кевин Рам              | Ли Макдермот      | Не појављује се | Не појављује се | Не појављује се | Споредна        | Споредна        | Споредна        | Главна          | Такође глуми    |           |
| Так Воткинс            | Боб Хантер        | Не појављује се | Не појављује се | Не појављује се | Споредна        | Споредна        | Споредна        | Главна          | Такође глуми    |           |
| Џонатан Кејт           | Чак Ванс          | Не појављује се | Не појављује се | Не појављује се | Не појављује се | Не појављује се | Не појављује се | Споредна        | Главна          |           |
| Чарлс Межур            | Бен Фолкнер       | Не појављује се | Не појављује се | Не појављује се | Не појављује се | Не појављује се | Не појављује се | Не појављује се | Главна          |           |
| Медисон де ла Гарза    | Хуанита Солис     | Не појављује се | Не појављује се | Не појављује се | Не појављује се | Споредна        | Такође глуми    | Такође глуми    | Главна          |           |

## Епизоде
| Сезона | Сезона | Епизоде | Епизоде | Оригинално емитовање | Оригинално емитовање |
| Сезона | Сезона | Епизоде | Епизоде | Премијера            | Финале               |
| ------ | ------ | ------- | ------- | -------------------- | -------------------- |
|        | 1.     | 23      | 23      | 3. октобар 2004.     | 22. мај 2005.        |
|        | 2.     | 24      | 24      | 25. септембар 2005.  | 21. мај 2006.        |
|        | 3.     | 23      | 23      | 24. септембар 2006.  | 20. мај 2007.        |
|        | 4.     | 17      | 17      | 30. септембар 2007.  | 18. мај 2008.        |
|        | 5.     | 24      | 24      | 28. септембар 2008.  | 17. мај 2009.        |
|        | 6.     | 23      | 23      | 27. септембар 2009.  | 16. мај 2010.        |
|        | 7.     | 23      | 23      | 26. септембар 2010.  | 15. мај 2011.        |
|        | 8.     | 23      | 23      | 25. септембар 2011.  | 13. мај 2012.        |

## Занимљивости
- Аутор Марк Чери рекао је да је идеју за пилот епизоду добио после разговора са мајком. Она му је објаснила да се током одгајање деце, с обзиром на то да јој је муж често био одсутан, често осећала „очајно”.
- Када јој син саопшти да је хомосексуалац, Бри му одговара: „Ја бих те волела и да си убица.” То је заправо одговор који је Марк Чери, аутор серије, добио од своје мајке када јој је признао да је хомосексуалац.
- Првобитно, ова серија била је написана као комедија али су је одбиле све мреже којима је била понуђена. Када је компанија Еј-Би-Си изразила интересовање серија је добила другачији жанровски тон — постала је мрачнија комедија са елементима драме.
- Једна британска компанија је 2005. године направила друштвену игру „Очајне домаћице: Игра прљавим вешом” која је базирана на серији. Годину дана касније на тржишту се појавила и видео-игрица, компјутерска симулација Очајне домаћице: Игра, која има везе са оригиналном радњом из првих 12 епизода. Игра је смештена у Вистирија Лејн, али главни ликови нису домаћице, иако се често појављују у току играња.
- Крајем децембра 2006. године објављено је да ће Бри, Габријела, Иди, Сузан и Линет добити своје лутке. Оне су се појавиле у продаји у ограниченој серији од укупно 1.500 комада. Исте године на тржишту се појавио и парфем „Забрањено воће”.
- Тери Хачер је током снимања сцене у којој налети на торту поломила два ребра, али је инсистирала да се због тога не прекине снимање.
- Марша Крос се првобитно појавила на аудицији за улогу Мери Алис Јанг, али јој је додељена улога Бри ван де Камп, док је Николет Шеридан била на аудицији за улогу Бри, али јој је додељена улога Иди Брит.
- Розалин Санчез и Ева Лонгорија биле су у најужем избору за улогу Габријеле; Ева Лонгорија је добила улогу. Розалин Санчез је направила мало појављивање у финалу серије.
- Калиста Флокхарт (Али Мекбил), Хедер Локлир (Мелроуз Плејс), Мери-Луиз Паркер (Трава) и Кортни Кокс (Пријатељи) биле су у најужем избору за улогу Сузан, али је улогу добила Тери Хачер.
- Марк Чери се појавио у последњој епизоди серије као човек из службе за селидбе.
- У последњим тренуцима серије се могу видети духови већине покојних становника Вистерија Лејна.

## Приказивање у Србији
Прве две сезоне Очајних домаћица су приказиване на телевизији Пинк током 2005. и 2007. године. Ова телевизија није поручивала више сезона због лоших рејтинга те је због тога серија после свега неколико епизода померена на 23.30. Затим су прве четири сезоне откупљене и приказиване на каналу РТС 1 од октобра 2008. до фебруара 2009. Прве четири сезоне су забележиле велику гледаност међу гледаоцима између 18 и 49 година. Пета и шеста сезона емитована је почетком 2011. године. Такође је приказивана и на кабловском каналу Fox Life.

## Награде
- Златни глобус (2006) — најбоља телевизијска серија у категорији мјузикла и комедије
- Златни глобус (2007) — најбоља телевизијска серија у категорији мјузикла и комедије, номинација
- Златни глобус (2007) — најбоља телевизијска серија у категорији мјузикла и комедије; најбоља глумица, номинација: Фелисити Хафман, Марша Крос